# Walmer
Walmer is een civil parish in het bestuurlijke gebied Dover, in het Engelse graafschap Kent. De plaats telt 8178 inwoners (2011).